# Eredivisie (mannenhandbal) 2008/09
De AfAB Eredivisie is de hoogste afdeling van het Nederlandse handbal bij de heren op landelijk niveau. In het seizoen 2008/2009 werd FIQAS/Aalsmeer landskampioen. RED-RAG/Tachos en Venus/Nieuwegein degradeerde naar de Eerste divisie. 
Door het ontstaan van het samenwerkingsverband Tophandbal Zuid-Limburg tussen BFC, Sittardia en Vlug en Lenig moesten de drie verenigingen degraderen uit de eredivisie. De licenties van Sittardia ging naar het TopTeam/Sittardia (later Limburg Lions genaamd) en de licentie van Vlug en Lenig ging naar het TalentenTeam/V&L (later Limburg Wild Dogs genaamd). Doordat BFC ook een licentie van de eredivisie heeft moest het team uit Beek de licentie inleveren en degraderen naar de eerste klasse.

## Opzet
Eerst speelden de elf ploegen een reguliere competitie, de nummers een tot en met acht van deze reguliere competitie speelden in de kampioenspoule. In de eerste ronde van de kampioenspoule speelden de ploegen in twee verdeelde poules een hele competitie. De nummers een en twee van de twee poules speelden in kruisfinales voor een plek in de Best of Three-serie. De winnaar van deze serie is de landskampioen van Nederland. 
Door de verplichte degradatie van Limburg Wild Dogs aan het einde van het seizoen, veranderde de degradatieregeling. De ploeg op de laatste plaats gedegradeert rechtstreeks naar de eerste divisie. De plekken negen en tien spelen een nacompetitie tegen de winnaar van de periodekampioenschap voor twee plaatsen in de eredivisie.

## Teams
| Club                                 | Plaats         | Provincie     | Trainers                                                 | Hal              |
| ------------------------------------ | -------------- | ------------- | -------------------------------------------------------- | ---------------- |
| FIQAS/Aalsmeer                       | Aalsmeer       | Noord-Holland | Alex Curescu                                             | De Bloemhof      |
| Eurotech/Bevo HC                     | Panningen      | Limburg       | Piotr Konitz                                             | De Heuf          |
| Pals Groep/E&O                       | Emmen          | Drenthe       | Peter Portengen                                          | Harwig Arena     |
| HARO Rotterdam                       | Rotterdam      | Zuid-Holland  | Mohsen Daghrir                                           | Albeda College   |
| Hellas                               | Den Haag       | Zuid-Holland  | Ton van Linder René Zwinkels ontslagen in februari 2009  | Hellashal        |
| Limburg Lions (TopTeam/Sittardia)    | Sittard-Geleen | Limburg       | Aleksandr Rymanov                                        | Glanerbrook      |
| Limburg Wild Dogs (TalentenTeam/V&L) | Sittard-Geleen | Limburg       | Martin Vlijm                                             | Glanerbrook      |
| Venus/Nieuwegein                     | Nieuwegein     | Utrecht       | Paul van den Deijssel                                    | Galecop          |
| Van der Voort/Quintus                | Kwintsheul     | Zuid-Holland  | Björn Budding                                            | Van der Voorthal |
| RED-RAG/Tachos                       | Waalwijk       | Noord-Brabant | Paul Coenders Mark van Gijzel ontslagen in februari 2009 | De Slagen        |
| KRAS/Volendam                        | Volendam       | Noord-Holland | Maurice Canton                                           | De Seinpaal      |

## Reguliere competitie

### Stand
| Pos | Club                  | Wed | W  | G | V  | Ptn | DV  | DT  | +/−  | Opmerking                                                                    |
| --- | --------------------- | --- | -- | - | -- | --- | --- | --- | ---- | ---------------------------------------------------------------------------- |
| 1   | KRAS/Volendam         | 20  | 19 | 0 | 1  | 38  | 636 | 468 | +168 | Gekwalificeerd voor kampioenspoule                                           |
| 2   | FIQAS/Aalsmeer        | 20  | 16 | 2 | 2  | 34  | 622 | 481 | +141 | Gekwalificeerd voor kampioenspoule                                           |
| 3   | Eurotech Bevo HC      | 20  | 14 | 0 | 6  | 28  | 560 | 467 | +93  | Gekwalificeerd voor kampioenspoule                                           |
| 4   | Limburg Lions         | 20  | 12 | 0 | 8  | 24  | 597 | 551 | +46  | Gekwalificeerd voor kampioenspoule                                           |
| 5   | Hellas                | 20  | 11 | 0 | 9  | 22  | 561 | 523 | +38  | Gekwalificeerd voor kampioenspoule                                           |
| 6   | Van der Voort/Quintus | 20  | 8  | 3 | 9  | 19  | 500 | 550 | −50  | Gekwalificeerd voor kampioenspoule                                           |
| 7   | Limburg Wild Dogs     | 20  | 8  | 2 | 10 | 18  | 527 | 578 | −51  | Gekwalificeerd voor kampioenspoule                                           |
| 8   | Pals Groep/E&O        | 20  | 7  | 2 | 11 | 16  | 590 | 580 | +10  | Gekwalificeerd voor kampioenspoule                                           |
| 9   | HARO Rotterdam        | 20  | 5  | 0 | 15 | 10  | 501 | 572 | −71  | Speelt nacompetitie tegen winnaar van de periodekampioenschap eerste divisie |
| 10  | Venus/Nieuwegein      | 20  | 4  | 2 | 14 | 10  | 487 | 603 | −116 | Speelt nacompetitie tegen winnaar van de periodekampioenschap eerste divisie |
| 11  | RED-REG/Tachos        | 20  | 0  | 1 | 19 | 1   | 441 | 649 | −208 | Degradatie naar eerste divisie                                               |

### Uitslagen
| Team                  | AAL     | BEV     | E&O     | HAR     | HEL     | LIO     | LWD     | NIE     | QUI     | TAC     | VOL     |
| --------------------- | ------- | ------- | ------- | ------- | ------- | ------- | ------- | ------- | ------- | ------- | ------- |
| FIQAS/Aalsmeer        |         | 25 - 23 | 38 - 30 | 36 - 17 | 32 - 23 | 35 - 24 | 38 - 21 | 34 - 21 | 32 - 23 | 38 - 17 | 23 - 24 |
| Eurotech/Bevo HC      | 26 - 28 |         | 32 - 33 | 23 - 22 | 27 - 22 | 21 - 23 | 30 - 21 | 35 - 18 | 35 - 23 | 32 - 22 | 21 - 32 |
| Pals Groep/E&O        | 29 - 29 | 24 - 34 |         | 29 - 22 | 31 - 32 | 34 - 29 | 26 - 31 | 26 - 27 | 27 - 28 | 41 - 23 | 26 - 33 |
| HARO Rotterdam        | 29 - 33 | 21 - 26 | 26 - 34 |         | 26 - 38 | 29 - 37 | 25 - 26 | 27 - 26 | 26 - 20 | 29 - 23 | 22 - 28 |
| Hellas                | 25 - 24 | 19 - 27 | 25 - 24 | 28 - 24 |         | 23 - 27 | 31 - 32 | 34 - 26 | 26 - 22 | 43 - 20 | 24 - 29 |
| Limburg Lions         | 22 - 27 | 23 - 30 | 31 - 29 | 24 - 27 | 30 - 26 |         | 32 - 18 | 37 - 25 | 39 - 30 | 41 - 19 | 31 - 32 |
| Limburg Wild Dogs     | 25 - 31 | 26 - 27 | 26 - 30 | 30 - 29 | 30 - 27 | 26 - 33 |         | 27 - 22 | 25 - 27 | 29 - 25 | 26 - 35 |
| Venus/Nieuwegein      | 18 - 31 | 16 - 35 | 27 - 34 | 32 - 30 | 22 - 23 | 29 - 32 | 31 - 31 |         | 25 - 25 | 28 - 20 | 21 - 38 |
| Van der Voort/Quintus | 31 - 31 | 18 - 26 | 30 - 29 | 28 - 22 | 23 - 34 | 35 - 24 | 21 - 21 | 20 - 17 |         | 27 - 18 | 21 - 30 |
| RED-RAG/Tachos        | 24 - 27 | 20 - 26 | 24 - 24 | 24 - 25 | 21 - 34 | 24 - 39 | 28 - 36 | 27 - 28 | 27 - 28 |         | 20 - 30 |
| KRAS/Volendam         | 29 - 30 | 31 - 24 | 33 - 30 | 27 - 23 | 26 - 24 | 32 - 19 | 30 - 20 | 37 - 28 | 36 - 20 | 44 - 15 |         |

Kleuren: Groen = Winst thuisploeg; Blauw = Gelijkspel; Rood = Verlies thuisploeg.

## Nacompetitie

### Kampioenspoule

#### 1e ronde

##### Kampioensgroep A
| Pos | Club           | Wed | W | G | V | Ptn | DV  | DT  | +/− | BP | Opmerking                        |
| --- | -------------- | --- | - | - | - | --- | --- | --- | --- | -- | -------------------------------- |
| 1   | KRAS/Volendam  | 6   | 5 | 0 | 1 | 14  | 180 | 163 | +17 | 4  | Geplaatst voor 2e ronde Play-Off |
| 2   | Pals Groep/E&O | 6   | 3 | 1 | 2 | 8   | 180 | 171 | +9  | 1  | Geplaatst voor 2e ronde Play-Off |
| 3   | Limburg Lions  | 6   | 2 | 1 | 3 | 8   | 160 | 167 | −7  | 3  |                                  |
| 4   | Hellas         | 6   | 1 | 0 | 5 | 4   | 154 | 173 | −19 | 2  |                                  |

1. 1 2  Speelt volgend jaar Beneliga

###### Kampioensgroep B
| Pos | Club                  | Wed | W | G | V | Ptn | DV  | DT  | +/− | BP | Opmerking                        |
| --- | --------------------- | --- | - | - | - | --- | --- | --- | --- | -- | -------------------------------- |
| 1   | FIQAS/Aalsmeer        | 6   | 5 | 1 | 0 | 11  | 210 | 154 | +56 | 4  | Geplaatst voor 2e ronde Play-Off |
| 2   | Eurotech/Bevo HC      | 6   | 4 | 1 | 1 | 9   | 178 | 151 | +27 | 3  | Geplaatst voor 2e ronde Play-Off |
| 3   | Van der Voort/Quintus | 6   | 1 | 0 | 5 | 2   | 148 | 180 | −32 | 2  |                                  |
| 4   | Limburg Wild Dogs     | 6   | 1 | 0 | 5 | 2   | 142 | 193 | −51 | 1  |                                  |

1. 1 2  Speelt volgend jaar Beneliga

#### 2e ronde
| 3 mei 2009 | Eurotech/Bevo HC | 27 - 24 | KRAS/Volendam |

| 10 mei 2009 | KRAS/Volendam | 25 - 26 | Eurotech/Bevo HC |

| 3 mei 2009 | Pals Groep/E&O | 29 - 35 | FIQAS/Aalsmeer |

| 10 mei 2009 | FIQAS/Aalsmeer | 35 - 30 | Pals Groep/E&O |

#### 3e & 4e plaats
- Geannuleerd Pals Groep/E&O heeft de wedstrijd niet gespeeld

|  | KRAS/Volendam | - | Pals Groep/E&O |

|  | Pals Groep/E&O | - | KRAS/Volendam |

#### 5e & 6e plaats
|  | Van der Voort/Quintus | 23 - 32 | Limburg LIONS |

|  | Limburg LIONS | 28 - 26 | Van der Voort/Quintus |

#### 7e & 8e plaats
|  | Limburg Wild Dogs | 29 - 29 | Hellas |

|  | Hellas | 29 - 26 | Limburg Wild Dogs |

## Best of Three
| 17 mei 2009 | FIQAS/Aalsmeer | 29 - 26 | Eurotech/Bevo HC | De Bloemhof, Aalsmeer |
| 17 mei 2009 |                |         |                  | De Bloemhof, Aalsmeer |
| 17 mei 2009 |                |         |                  | De Bloemhof, Aalsmeer |

| 23 mei 2009 | Eurotech/Bevo HC | 32 - 29 | FIQAS/Aalsmeer | De Heuf, Panningen |
| 23 mei 2009 |                  |         |                | De Heuf, Panningen |
| 23 mei 2009 |                  |         |                | De Heuf, Panningen |

| 24 mei 2009 | FIQAS/Aalsmeer | 32 - 26 | Eurotech/Bevo HC | De Bloemhof, Aalsmeer |
| 24 mei 2009 |                |         |                  | De Bloemhof, Aalsmeer |
| 24 mei 2009 |                |         |                  | De Bloemhof, Aalsmeer |

## Einduitslag
1. FIQAS/Aalsmeer - Champions League

2. Eurotech/Bevo HC - EHF Cup

3. KRAS/Volendam - Cup Winners' Cup

4. Pals Groep/E&O - Challenge Cup

5. Limburg LIONS

6. Van der Voort/Quintus

7. Hellas

8. Limburg Wild Dogs

9. HARO Rotterdam

10. Venus/Nieuwegein - Gedegradeerd

11. RED-RAG/Tachos - Gedegradeerd

## Beste handballers van het jaar
In de verkiezing handballer en handbalster van het jaar werden de volgende prijzen verdeeld;
| Categorie           | Winnaar            | Club           |
| ------------------- | ------------------ | -------------- |
| Keeper              | Micha Hoogewoud    | FIQAS/Aalsmeer |
| Linkeropbouwer      | Mark Roes          | FIQAS/Aalsmeer |
| Rechteropbouwer     | Jimmy Castien      | FIQAS/Aalsmeer |
| Middenopbouwer      | Wai Wong           | FIQAS/Aalsmeer |
| Linkerhoek          | Jeffrey Boomhouwer | FIQAS/Aalsmeer |
| Rechterhoek         | Robin Boomhouwer   | FIQAS/Aalsmeer |
| Cirkel              | Léon Van Schie     | Hellas         |
| Trainer             | Alex Curescu       | FIQAS/Aalsmeer |
| Talent van het jaar | Jeffrey Boomhouwer | FIQAS/Aalsmeer |